# Mellan-Medskär
Mellan-Medskär är en ö nära Knivskär i Nagu,  Finland. Den ligger i Skärgårdshavet i Pargas stad i den ekonomiska regionen  Åboland i landskapet Egentliga Finland, i den sydvästra delen av landet. Ön ligger omkring 5 kilometer norr om Knivskär, 16 kilometer söder om Nagu kyrka, 48 kilometer söder om Åbo och omkring 170 kilometer väster om Helsingfors. Närmaste allmänna förbindelse är förbindelsebryggan vid Brännskär som trafikeras av M/S Nordep och M/S Cheri.
Öns area är 4,2 hektar och dess största längd är 310 meter i nord-sydlig riktning.